# 阿米岱塔楼

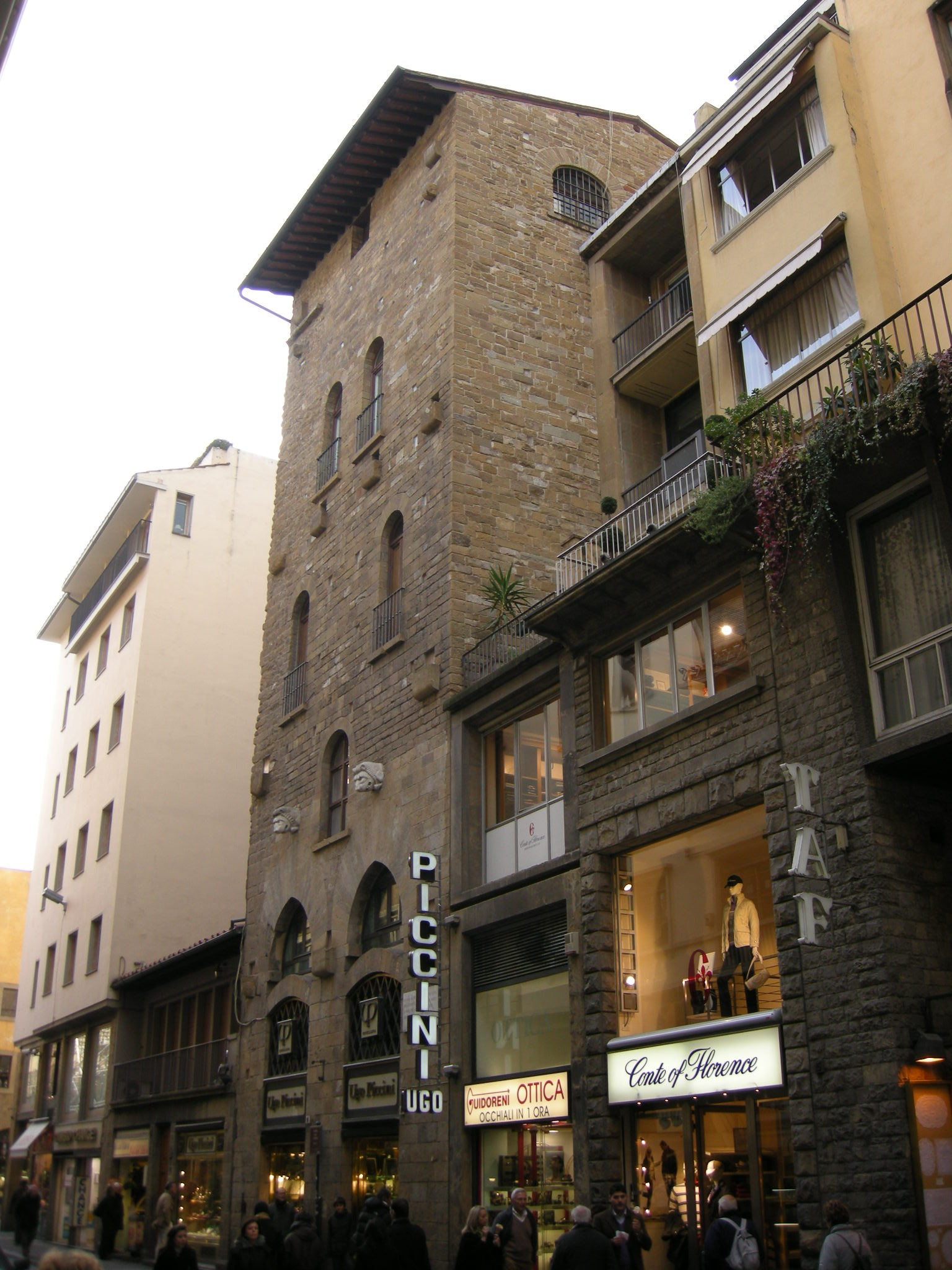
阿米岱塔楼

阿米岱塔楼（Torre degli Amidei'）是意大利佛罗伦萨的一座中世纪建筑，靠近领主广场，曾经属于阿米岱家族。  
1944年它被撤退的德军破坏，后来局部重建。其目前的外观和装饰是19世纪修复的结果。门上面是两个狮头，其中一个是原件，也许可以追溯到伊特鲁里亚时代。